# 自愿主义
自愿主义指奥伯伦·赫伯特，《自愿主义者》杂志的作者们，以及他们的支持者的哲学思想。该哲学思想与无政府资本主义类似，反对国家并支持私有财产制度。 
奥伯伦·赫伯特在19世纪创造了该语境下的自愿主义这个术语。该术语自20世纪晚期以来重新开始受到欢迎，特别是在美国自由意识主义者群体中常被使用。
自愿主义哲学的主要信仰基于自我所有权和互不侵犯原则。